# Dino Poggi
Dino Poggi (San Giorgio di Piano, 14 settembre 1914 – San Giorgio di Piano, 23 febbraio 1999) è stato un calciatore italiano, di ruolo ala destra.

## Carriera
Giocò in Serie A con Bologna e Napoli.

## Palmarès

### Club

#### Competizioni nazionali
- Campionato italiano Serie C: 1

Fiumana: 1940-1941